# Laguna Voluntario
La laguna Voluntario o laguna Voluntarios (en inglés: Volunteer Lagoon) es un cuerpo de agua ubicado en el extremo este de la península de San Luis en el noreste de la isla Soledad, Islas Malvinas. Se encuentra al oeste de la punta Voluntarios y al norte de la bahía de la Anunciación.

## Fauna
La laguna y la punta Voluntarios han sido identificadas por BirdLife International como un Área importante para la conservación de las aves (AICA). Las aves para el que el sitio es de importancia para la conservación incluyen Pato vapor malvinero, cauquén colorado, pingüino papúa, pingüinos de Magallanes, pingüinos rey y yal cejiblanco.